# خنار دره سفلی
خنار دره سفلی یا خنا دره سفلی روستایی در دهستان هندودر بخش سربند شهرستان شازند استان مرکزی ایران است.

## جمعیت
بر پایه سرشماری عمومی نفوس و مسکن در سال ۱۳۹۵ جمعیت این روستا ۷۱ نفر (۱۸خانوار) بوده‌است.